# St. Johann im Walde
St. Johann im Walde, Sankt Johann im Walde – gmina w Austrii, w kraju związkowym Tyrol, w powiecie Lienz. Według Austriackiego Urzędu Statystycznego liczyła 274 mieszkańców (1 stycznia 2015).